# روبرت ديكي (لاعب كرة قدم)
روبرت ديكي (بالإنجليزية: Robert Dickie)‏ هو لاعب كرة قدم بريطاني، ولد في 3 مارس 1996 في ووكينغهام في المملكة المتحدة. لعب مع نادي ريدنغ.

## وصلات خارجية
- روبرت ديكي على موقع قاعدة بيانات كرة القدم.إي يو (الإنجليزية)
- روبرت ديكي على موقع Soccerway.com (الإنجليزية)